# Butha-Buthe (district)
Butha-Buthe is een district in Lesotho; het heeft een oppervlakte van 1767 km² en een bevolking van ongeveer 110.000.
De gelijknamige plaats is er de enige stad en daarmee hoofdstad (Engels: camp town; Afrikaans: kampdorp)..
In het noorden grenst Butha-Buthe aan Zuid-Afrika.
Daarnaast grenst Butha-Buthe aan de volgende provincies:
- Mokhotlong - zuidoosten
- Leribe - zuiden

Berea · Butha-Buthe · Leribe · Mafeteng · Maseru · Mohale's Hoek · Mokhotlong · Qacha's Nek · Quthing · Thaba-Tseka